# Hilda Sehested
Hilda Sehested (27. april 1858 på Broholm, Fyn – 15. april 1936 i København) var en dansk komponist, søster til Hannibal, Knud og Thyra Sehested.
Hilda Sehested var datter af stamhusbesidder Frederik Sehested. Hun studerede hos Orla Rosenhoff og hos C.F.E. Horneman; hendes uddannelse som pianist blev afsluttet med studier i Paris hos Louise Aglaé Massart.
Efter hendes forlovede, arkæolog og museumsdirektør Henry Petersens død 1896 kort før det planlagte bryllup opgav hun at komponere og virkede som sygeplejerske og senere som organist. Hilda Sehested genoptog efter nogle års pause kompositionsstudierne hos Rosenhoff og knyttede sig til kredsen af hans elever.

## Agnete og Havmanden
Operaen Agnete og Havmanden blev antaget af Det Kongelige Teater, men aldrig opført. Den blev indleveret til teateret i 1913 og straks anbefalet til opførelse af teatrets kapelmester Frederik Rung. Det har sikkert været en af Rungs sidste embedshandlinger, for han døde en måned senere. Kort efter tog hans kapelmesterkollega Carl Nielsen sin afsked, teatret blev ramt af en langvarig økonomisk og kunstnerisk krise, og 1. verdenskrig brød ud. I 1918 begrundede Det Kongelige Teater afslaget med henvisning til krigsforholdene, der ikke tillod økonomisk risikable nyopsætninger.
Hun er begravet på Gudme Kirkegård.

## Værker[1]
Opera
- Agnete og Havmanden (Tekst: Sophus Michaëlis), 1913

Korværker
- Kantate … Dansk Kvindesamfund, 1916

Orkesterværker
- Rhapsodi, 1914
- Morceau symphonique for basun og orkester, 1925

Kammermusik
- Klavertrio Intermezzi, 1903
- Suite for cornet og klaver (også strygere), 1906
- Sekstet 2 Fantasistykker for engelskhorn, 2 v, va, vc og cb. 1914
- Klarinettrio Fynske Billeder, 1920
- 2 små Stykker for 2 blokfløjter, 1932
- Fire fantasistykker for fløjte og klaver

Klaverværker
- Sonate As-dur, 1904

Sange
- Sange, 1893
- Acht Gedichte, 1894
- Foraarsvers, 1912
- Sommersang, 1912
- 3 Sange, 1913
- Sange, 1915
- Dansk Lyrik, 1918